# Dani Rodrik
Dani Rodrik (n. 14 august 1957, Istanbul, Turcia) este un economist și profesor universitar turc.